# بزرك علوي
بزرك علوي (بالفارسية: بزرگ علوى) (2 فبراير 1904 – 18 فبراير 1997) روائي وكاتب وسياسي إيراني شهير. من مؤسسي حزب توده الإيراني في أربعينيات القرن الماضي. يعتبر من أشهر الكُتاب اليساريين الإيرانيين. يشتهر بروايته عيناها، التي تحكي قصة أبناء إيران في ظل حكم الشاه.

## سيرة حياته
المولود بطهران عام 1904، كان والده –أبو الحسن- ثوريا شارك في الثورة الدستورية في بدايات القرن العشرين، وكان جده عضوا في البرلمان. وفي عام 1923 بُعِث «بزرگ علوى» وأخيه «مرتضى» إلى ألمانيا لاستكمال تعليمهما. وعاد إلى إيران بعد التخرج في بدايات الثلاثينات، وبدأ التدريس في (شيراز).
وخلال إقامته بألمانيا اطلع على الأدب والشعر الأوربى، وبدأ في ترجمة كتبا مشهورة إلى الفارسية. وفي هذا الوقت قابل «صادق هدايت» وقد كانت هناك العديد من الأشياء المشتركة بينهما، ومن الصعب أن نقول من منهما كان له تأثير أعظم على الآخر. وقد نتج عن أفكارهما الاشتراكية العديد من المقالات والمجلات السياسية. وفي هذا الوقت ظهرت (عصبة 53) – والتي قادها الدكتور آرانى، وقد كان «بزرگ علوى» واحدا من أكثر أعضاء المجموعة نشاطا. وقد تم إلقاء القبض عليه عام 1937 لانتهاك القانون المضاد للشيوعية. وقد ظل في السجن هو واثنان وخمسين آخرون حتى احتلال التحالف لإيران في خريف عام 1941. وقد قبض عليهم جميعا وحُكِم عليه بالسجن لمدة سبع سنوات.
وقبل سجنه بفترة وجيزة، نشر سلسلته {چمدان} (الحقيبة) واستمر «علوى» في كتابة قصصه المتنوعة خلال سنوات سجنه. وبعد ذلك كتب «علوى» في سجنه كتابين {بنجه وسه نفر} (ثلاث وخمسون شخصا) ومجموعة من القصص القصيرة بعنوان {ورق باره هاى زندان} (قصاصات أوراق السجن) والتي ظهرت في الترجمة مع السيرة الذاتية التي كتبها «دونى رافت» في كتابه {أوراق سجن بزرگ علوى..ملحمة أدبية} عام 1985.
وفي الحرب العالمية الثانية، كان «علوى» واحدا من مؤسسى حزب (توده) الشيوعى بإيران وحرر جريدة الحزب «مردم». وفي عام 1952 نشر «علوى» أشهر كتاب له وهي رواية بعنوان {چشمهايش} (عيناها) ومجموعة قصصية عنوانها {نامه هاى وداستانهاى ديـگر} (الرسائل وقصص أخرى) وظهرت أشهر قصة في هذه المجموعة بعنوان {گيله مرد} (رجل من گيلان) ونشرت في الترجمة في «كتاب أدب الشرق والغرب ص20» عام 1980.
وعندما أسقط حزب «قبضة الدولة» حكومة «الدكتور محمد مصدق» المؤمنة بالقومية في منتصف أغسطس عام 1953 م (والتي نتج عنها العديد من الاعتقالات)، كان «علوى» في ألمانيا الشرقية- حيث ظل – يدرِّس الفارسية بجامعة «همبولت» ببرلين الشرقية حتى سقوط «الدولة البهلوية» وبزوغ الثورة الإسلامية في إيران عام 1979. ورواية «علوى» {سالاريها} (عائلة سلارى) و{ميرزا}- (مجموعة من ست قصص قصيرة) واللتان كتبتا في أواخر الستينات وبدايات السبعينات قد تم نشرهما في إيران عام1978. وباختصار فإن «علوى» قد زار إيران مرتين في ربيع عام 1979 بعد خمس وعشرين عاما في الغربة وقد استقبله اتحاد الكتاب الإيرانون بما فيهم من كتاب وشعراء مثل محمود دولت آبادى واحمد شاملو وسياوش خسرائى وآخرون بالترحاب ومرة أخرى عام 1980 – حيث كان لديه عائلة قبل رحيله لأوربا عام1952 – إلا أن عودة الثورة أفزعته. وخلال الثمانينات، توسع «علوى» في إلقاء المحاضرات في أوروبا وشمال أمريكا..وعاد إلى برلين مرة أخرى وزار إيران لآخر مرة عام 1933 وبعد أن قضى سنوات في كتابة وترجمة الكتب، قضى «علوى» نحبه في برلين عام 1997.

## المؤلفات

### روايات أدبية
- چمدان (الحقيبة) (1934)
- ورق باره هاى زندان (قصاصات أوراق السجن)(1941)
- بنجه وسه نفر (ثلاث وخمسون شخصا) (1942)
- نامه هاى وداستانهاى ديـگر (الرسائل وقصص أخرى)(1952)
- چشمهايش (عيناها) (1952) تؤكد المبيعات العالية لهذه الرواية بعد 66 عامًا من نشرها، على ما لها من خصوصيةٍ في الأدب الإيراني المعاصر[4]
- ديو..ديو (الشيطان..الشيطان)
- سالاريها (عائلة سالارى).
- كفاح إيران.
- اوزبكها (الأوزبك) 1948

### الترجمات الروائية من اللغة الفارسية
- بستان الكرز لأنطون تشيكوف.
- اثنا عشر شهر لصامويل مارشك.
- مهنة السيدة وارين لجورج برنارد شو.
- استدعاءات المفتش ج.ب.بريستلي
- عذراء من أورليانز لفريدرش شيلر.
- الملحمة الإيرانية لثيودور نولدكه.